# Franz Schuh

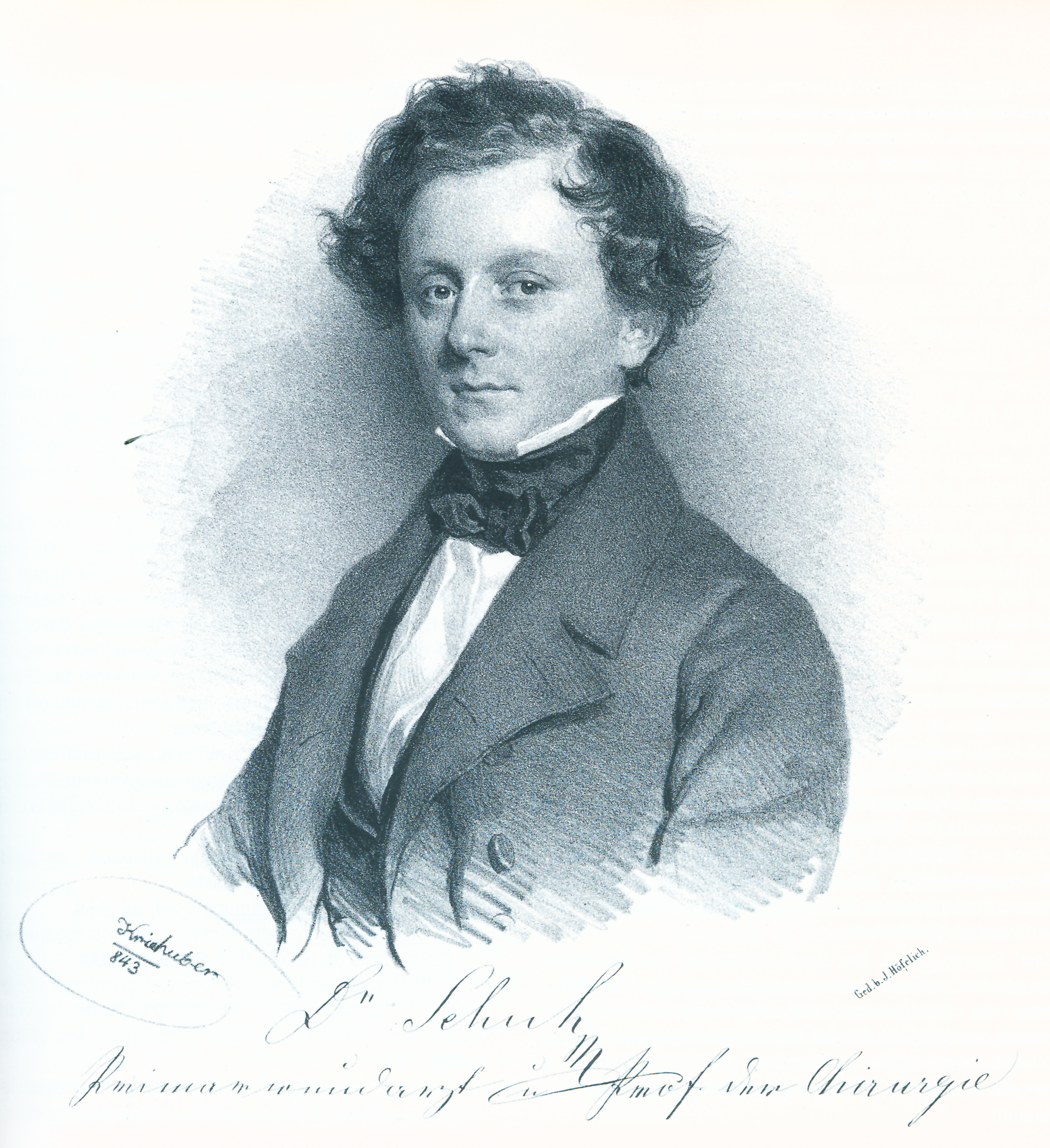
Franz Schuh.

Franz Schuh, född 17 oktober 1804 i Scheibbs, Niederösterreich, död 22 december 1865, var en österrikisk kirurg. 
Han blev 1842 professor vid Wiens universitet och föreståndare för kirurgiska kliniken där.